# واتوواوی-فیتووینانی
واتوواوی-فیتووینانی (Vatovavy-Fitovinany) یکی از ۲۲ منطقه کشور ماداگاسکار است.

## ناحیه ها
منطقه واتوواوی-فیتووینانی از ۶ ناحیه تشکیل شده است:
- ایفانادیانا (Ifanadiana)
- ایکونگو (Ikongo)
- ماناکارا-آتسیمو (Manakara-Atsimo)
- مانانجاری (Mananjary)
- نوسی-واریکا (Nosy-Varika)
- ووهیپنو (Vohipeno)